# Gerdt Klingspor
Gerhard (Gerdt) Justin Klingspor, född 9 augusti 1829 i Västra Husby, Östergötlands län, död 26 oktober 1911 i Norrköping, var en svensk militär och målare.
Han var son till översten David Magnus Klingspor och Catharina Maria von Yhlen samt från 1870 gift med Mathilda Nilsson. Klingspor var sjöofficer och avslutade sin militära karriär som kapten-löjtnant och var från 1885 besiktningsman i Karlskrona. Som målare ägnade han sig med framgång åt marinmåleri. Han uppmuntrades att fortsätta måla och visa upp sin konst offentligt av professor Carl Georg Brunius i Lund. Klingspor är representerad vid Norrköpings konstmuseum, Nationalmuseum och de tavlor han skänkte till Brunius donerades senare till Lunds universitet.  